# Brave Festival

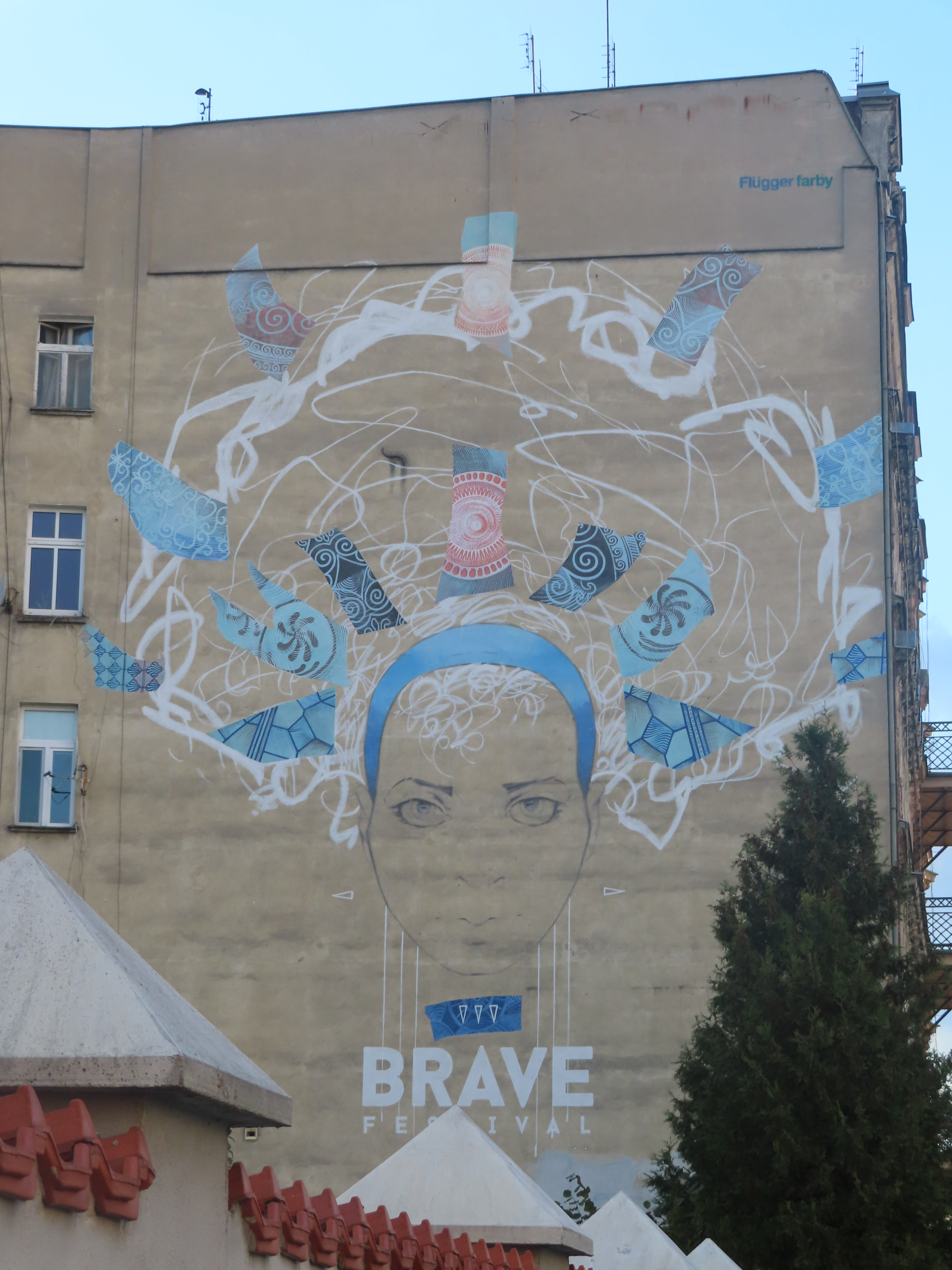
Mural festiwalu na Mieszka I we Wrocławiu

Brave Festival – Przeciw Wypędzeniom z Kultury – festiwal, który powstał w 2005 roku z inicjatywy Stowarzyszenia Kultury Teatralnej „Pieśń Kozła”. Odbywa się we Wrocławiu i na Dolnym Śląsku. Od dwunastu lat zaprasza wyjątkowych artystów z całego świata, by zaprezentowali swoje tradycje. Jest to festiwal ludzi odważnych, którzy mówią o tym, skąd pochodzą, jakie są ich wartości, tradycja i duchowość, tym samym nie pozwalając na wymarcie swoich kultur. Ten jedyny w Polsce przegląd kultur, tradycji i rytów z całego świata, które są na granicy zagłady, nosi znaczący podtytuł „Przeciw Wypędzeniom z Kultury”. Grzegorz Bral, założyciel festiwalu i dyrektor artystyczny wszystkich edycji, stworzył wydarzenie pokazujące autentyczną sztukę różnych nacji, kultywowaną i przechowywaną przez społeczności zagrożone utratą własnej kultury na rzecz cywilizacyjnej asymilacji. Dyrektorem festiwalu jest Grzegorz Bral.
Co roku festiwal obejmowany jest honorowymi patronatami UNESCO, Instytutu Adama Mickiewicza, Prezydenta Miasta Wrocławia, Marszałka Województwa Dolnośląskiego oraz Ministerstwa Kultury i Dziedzictwa Narodowego.  W 2011 roku Brave Festival znalazł się na oficjalnej liście Krajowego Programu Kulturalnego Polskiej Prezydencji 2011 w kategorii „Wydarzenia cykliczne i festiwale organizowane przez polskie instytucje samorządowe i pozarządowe”.

## Idea Brave Festival
Do tej pory odbyło się dwanaście edycji pod nazwami: Magia Głosu (2005), Głosy Azji (2006), Zatopione Pieśni (2007), Rytuał zaczyna się w Afryce (2008), Wszystkie modlitwy świata (2009), Zaklinacze (2010), Maska (2011), Wtajemniczenia kobiet (2012), Zaginiony rytm (2013), Święte ciało (2014), Griot (2015) i Outcasts - Wykluczeni  (2016). Każda edycja pozwalała poznać muzykę, filmy oraz działania performatywne, rytuały i modlitwy z całego świata.
Podczas festiwalu swoją kulturą dzielą się ludzie, którzy nie godzą się na wypędzenie z własnej tradycji i wrażliwości. Mają na tyle odwagi, by przeciwstawić się zanikaniu rzeczywistych tradycji, pieśni i duchowego dziedzictwa naszych kultur w świecie tymczasowych, masowych dóbr. Brave Festival stara się ich wesprzeć poprzez koncerty, spektakle, warsztaty (taneczne, muzyczne, rękodzielnicze) oraz przeglądy filmowe. Wszystkie te wydarzenia pozwalają publiczności zobaczyć i doświadczyć tego, czego być może nigdy nie mieliby szansy poznać.
Brave Festival to, spektakle, koncerty, rytuały, przegląd filmowy, warsztaty (taneczne, muzyczne, rękodzielnicze), konferencje, spotkanie z artystami, działania integracyjne i ekologiczne.
Miejscami wydarzeń były m.in.: wrocławskie teatry (Teatr Polski, Wrocławski Teatr Współczesny, Teatr Pieśń Kozła), kina (Dolnośląskie Centrum Filmowe), galerie (Galeria BWA Design, ArtBrut), muzea (Narodowe i Etnograficzne) i inne miejsca kultury (Synagoga pod Białym Bocianem, Centrum Sztuki Impart, Opera Wrocławska, Wytwórnia Filmów Fabularnych – dziś: Centrum Technologii Audiowizualnej, klasztor przy ul. Purkyniego). Część wydarzeń odbywała się również w plenerze.
Występowali artyści i zespoły z Chin, Japonii, Korei, Laosu, Tajwanu, Singapuru, Rosji, Australii, Egiptu, Gruzji, Bułgarii, Indii, Mali, Tanzanii, Burkina Faso, Burundi, Chile, USA, Ukrainy, Ugandy, Kirgistanu, Mongolii, Nigru, Azerbejdżanu, Pakistanu, Polski, Korsyki, Rumunii, Izraela, Sardynii, Macedonii, Maroko, Francji, Brazylii, Malezji i innych krajów.
Cały dochód ze sprzedaży biletów w ramach festiwalu przekazywany jest na finansowanie projektów rozwojowych międzynarodowej organizacji Rokpa International, m.in. na budowanie i utrzymanie szkół w Tybecie.

## Główny nurt festiwalu

### 2016
12. edycja festiwalu odbyła się w dniach 1-15 lipca 2016 roku i zorganizowana była pod hasłem „Outcasts - Wykluczeni”. To była edycja znacząca i symboliczna, która mówiła o ludziach, którzy od zawsze byli w swoich i obcych społecznościach odmienni, inni, a przez to stygmatyzowani i piętnowani. 12. edycja to kilkanaście zjawisk z całego świata ukazujących ludzi, których codzienność z różnych przyczyn jest bardzo trudna i skomplikowana. Publiczność zobaczyła tych, którzy przy pomocy sztuki postanowili odmienić wykluczenie. Za każdym z artystów kryła się potężna, bolesna, lecz i wzniosła historia. Przedstawiony został świat ludzi z wielką wolą życia i tworzenia. Świat ludzi, którzy zdecydowali się z pozornej lub rzeczywistej słabości uczynić siłę. Świat ludzi wielkiej woli życia i ocalenia własnej wrażliwości.
| Wykonawca                               | Kraj            | Rodzaj wydarzenia                                    |
| --------------------------------------- | --------------- | ---------------------------------------------------- |
| Bakri Ki Mashak                         | Indie           | Cyganie z wschodniego Radżastanu w Indiach           |
| Aeham Ahmad                             | Palestyna       | Pianista i uchodźca z Syrii                          |
| Deafbeat                                | Malezja         | Głusi bębniarze z Malezji                            |
| Teatr 21                                | Polska          | Teatr złożony z aktorów z zespołem Downa             |
| Blind Ballet Company Fernanda Bianchini | Brazylia        | Balet osób niewidomych                               |
| Candoco Dance Company                   | Wielka Brytania | Grupa taneczno-teatralna z osobami niepełnosprawnymi |
| Nalaga'at Theater                       | Izrael          | Teatr osób głucho-niewidomych                        |
| Musicians without Borders               | Palestine       | Muzycy i aktywiści społeczni                         |
| Ivan Perez i Korzo Producties           | Holandia        | Taniec współczesny                                   |
| Teatr Pieśń Kozła                       | Polska          | Przedstawienie pt. Pieśni Leara                      |
| Teatr Pieśń Kozła                       | Polska          | Przedstawienie pt. Crazy God                         |
| Teatr Pieśń Kozła                       | Polska          | Przedstawienie pt. Portrety Wiśniowego Sadu          |

### 2015

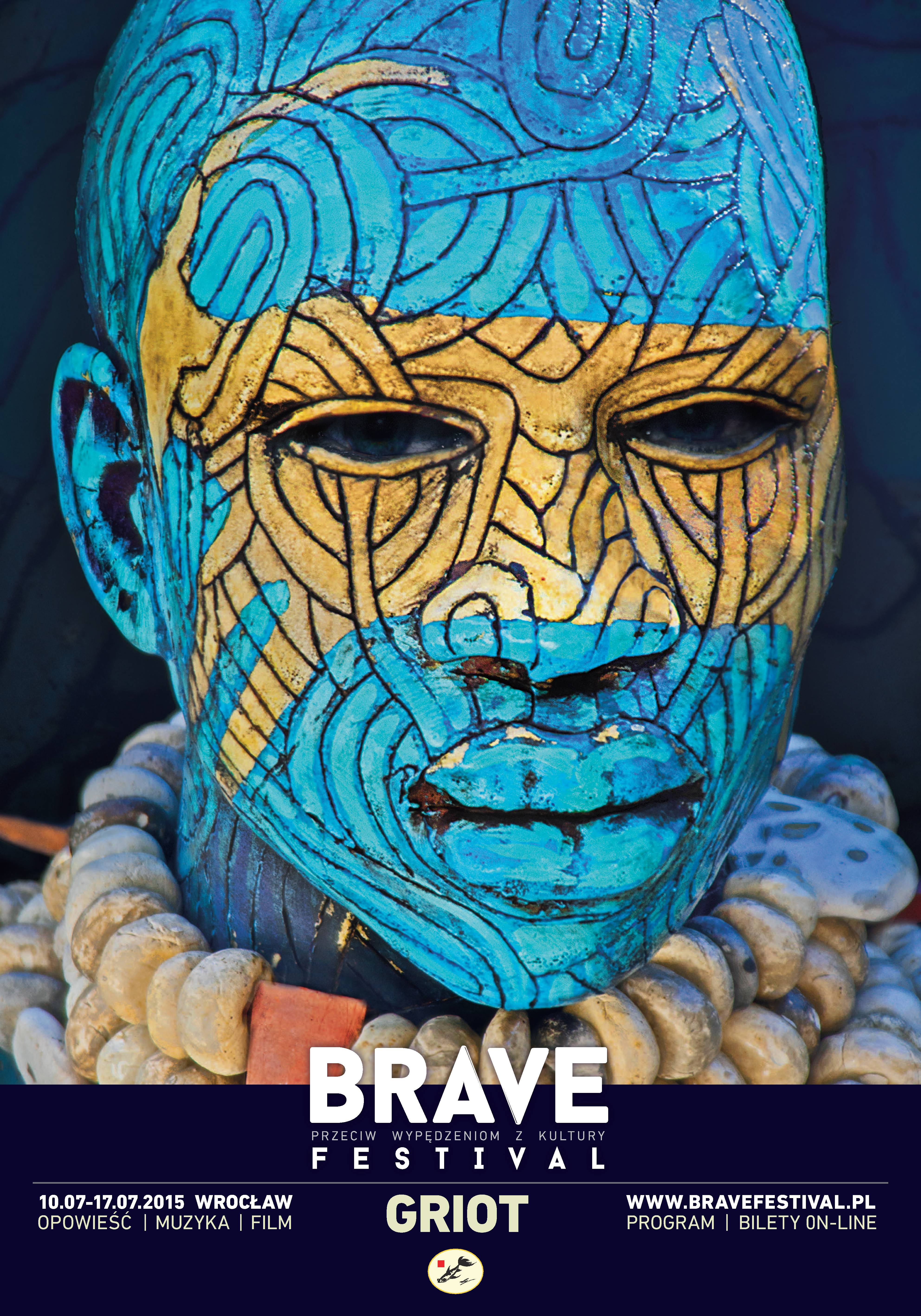
Plakat Brave Festival 2015 „Griot”

11. edycja festiwalu odbyła się w dniach 10-17 lipca 2015 roku i zorganizowana była pod hasłem „Griot”. W kulturach Afryki Zachodniej grioci to strażnicy tradycji, bardowie, poeci, śpiewacy opowiadacze i muzycy, od wieków mający ogromne znaczenie dla kultury głównie z terenów dzisiejszych państw Gambii, Mali, Senegalu, Burkina Faso, Liberii i Mauretanii. Ich opowieści są nierozerwalnie związane z dźwiękami i rytmem. Od wieków funkcja griota zarezerwowana była wyłącznie dla urodzonych w jednym z kilku klanów, w obrębie których ta zaszczytna rola przekazywana była z pokolenia na pokolenie, z ojca na syna. Niezaprzeczalna rola jaką pełnią oni w tworzeniu kultury afrykańskiej – zwłaszcza dziś, w czasach gwałtownych zmian cywilizacyjnych, gdy podtrzymywanie i ochrona własnego dziedzictwa są coraz trudniejsze – sprawia, że grioci doskonale wpisują się w misję Brave Festival. Zaproszeni artyści, to m.in. Kassé Mady Diabaté (Mali), Abou Diarra (Mali), Zanzibar Taarab/Kidumbak Ensemble (Zanzibar) czy Coumbane Ely Mint Warakane (Mauretania).
| Wykonawca                         | Kraj       | Rodzaj wydarzenia                                  |
| --------------------------------- | ---------- | -------------------------------------------------- |
| Balla Kouyaté                     | Mali       | Mistrz balafonu z Mali                             |
| Sona Jobarteh                     | Gambia     | Pierwsza kobieta-wirtuozka kory                    |
| Abou Diarra                       | Mali       | Wirtuoz gry na n'goni                              |
| Ndima                             | Kongo      | Śpiewy polifoniczne pigmejów AKA z Kongo           |
| Zanzibar Taarab/Kidumbak Ensemble | Zanzibar   | Strażnicy zanzibarskich tradycji taarab i kidumbak |
| Coumbane Ely Mint Warakane        | Mauretania | Mauretańska griotka                                |
| Kassé Mady Diabaté                | Mali       | Potomek najświetniejszego rodu griotów             |
| Vieux Farka Touré                 | Mali       | Pustynny blues Mali                                |
| Teatr Pieśń Kozła                 | Polska     | Przedstawienie pt. Pieśni Leara                    |

### 2014

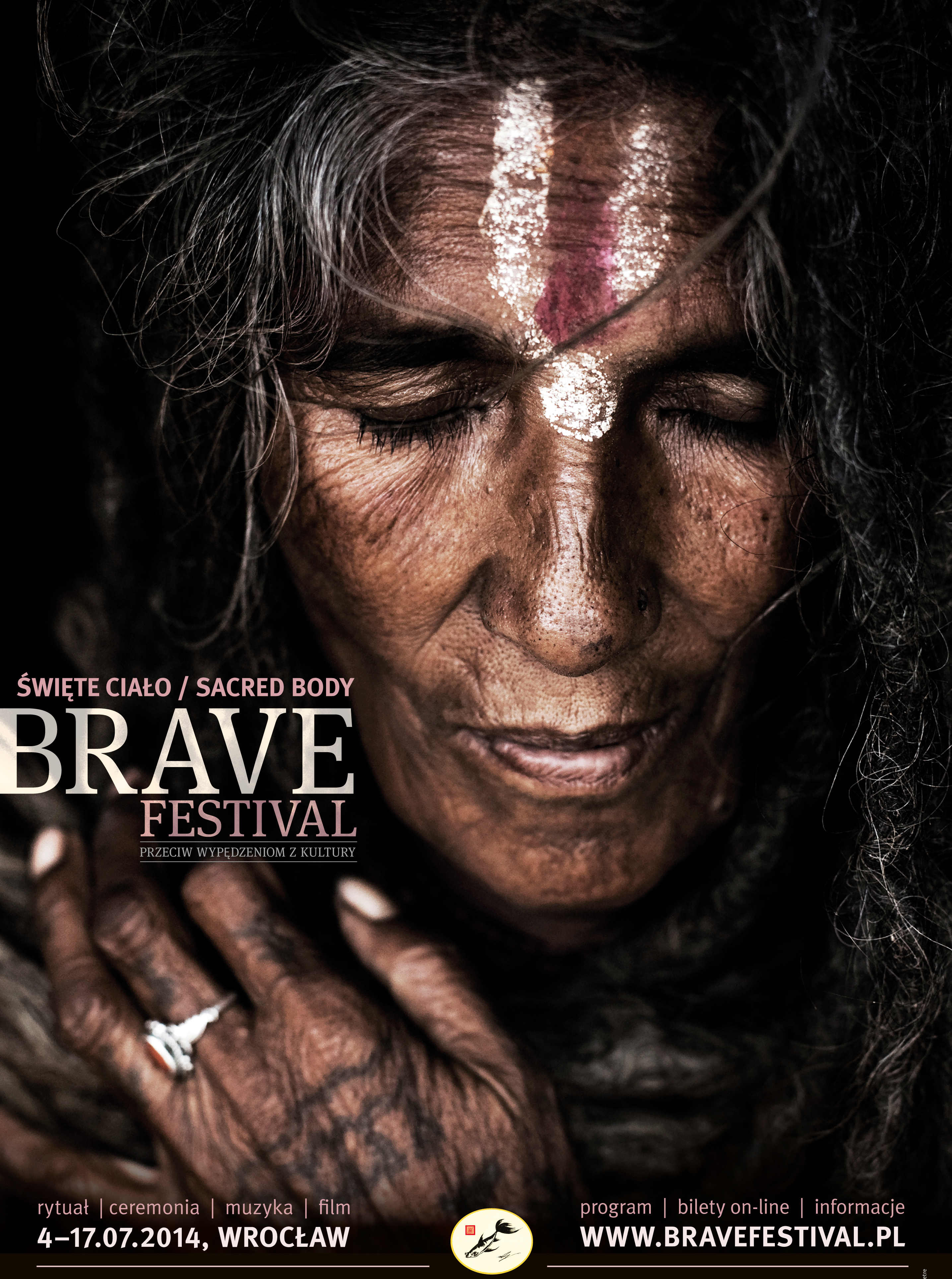
Plakat Brave Festival „Święte ciało” 2014

Dziesiąta edycja Brave Festival odbyła się w dniach 4-17 lipca 2014 roku pod hasłem „Święte Ciało”. Program festiwalu skupiony był wokół teatru, tańca i rytuału, wyrastających z tradycji artystycznych, w których ciało, ukazane w sposób dosłowny lub symbolicznie nawiązujące do sfery ducha, funkcjonuje jako motyw przewodni. Swoje spektakle i choreografie zaprezentował m.in. Rama Vaidyanathan – mistrzyni klasycznego tańca hinduskiego, Melanie Lomoff – francuska tancerka współczesna z baletowym wykształceniem oraz Koffi Kôkô – kapłan voodoo i czołowy przedstawiciel współczesnego tańca afrykańskiego. Festiwal otworzył poświęcony Indiom 9. Przegląd Filmowy Brave Festival, w którym widzowie mogli wybierać spośród trzech cykli tematycznych: Brave People Doc, Brave Contexts i Brave Focus. Inauguracją przeglądu był pokaz nakręconego przez Franza Ostena i Himansu Raia w 1925 roku niemego filmu „Światło Azji”, któremu towarzyszył koncert muzyki na żywo w wykonaniu Divana Ensemble – indyjskiego zespołu grającego tradycyjną muzykę społeczności Langa z Radżastanu.
| Wykonawca         | Kraj      | Rodzaj wydarzenia                                                           |
| ----------------- | --------- | --------------------------------------------------------------------------- |
| Balega            | Indonezja | Muzyka ciała w tradycji randai z Zachodniej Sumatry                         |
| Koffi Kôkô        | Benin     | Choreografie afrykańskiego voodoo                                           |
| Melanie Lomoff    | Francja   | Taniec nowoczesny inspirowany ludzkimi figurami z tryptyków Francisa Bacona |
| Mudijettu         | Indie     | Rytualny teatr ze świątyń Kerali                                            |
| Rama Vaidyanathan | Indie     | Hinduski taniec ciała i duszy Bharata Natjam                                |
| Rupinder          | Indie     | Obrzędowe pieśni Indii                                                      |
| Sarpam Thullal    | Indie     | Rytuał poświęcony Bóstwom Wężowym pochodzący z Kerali                       |
| Teatr 21          | Polska    | Przedstawienie pt. Statek miłości                                           |
| Teatr Pieśń Kozła | Polska    | Przedstawienie pt. Pieśni Leara                                             |

### 2013

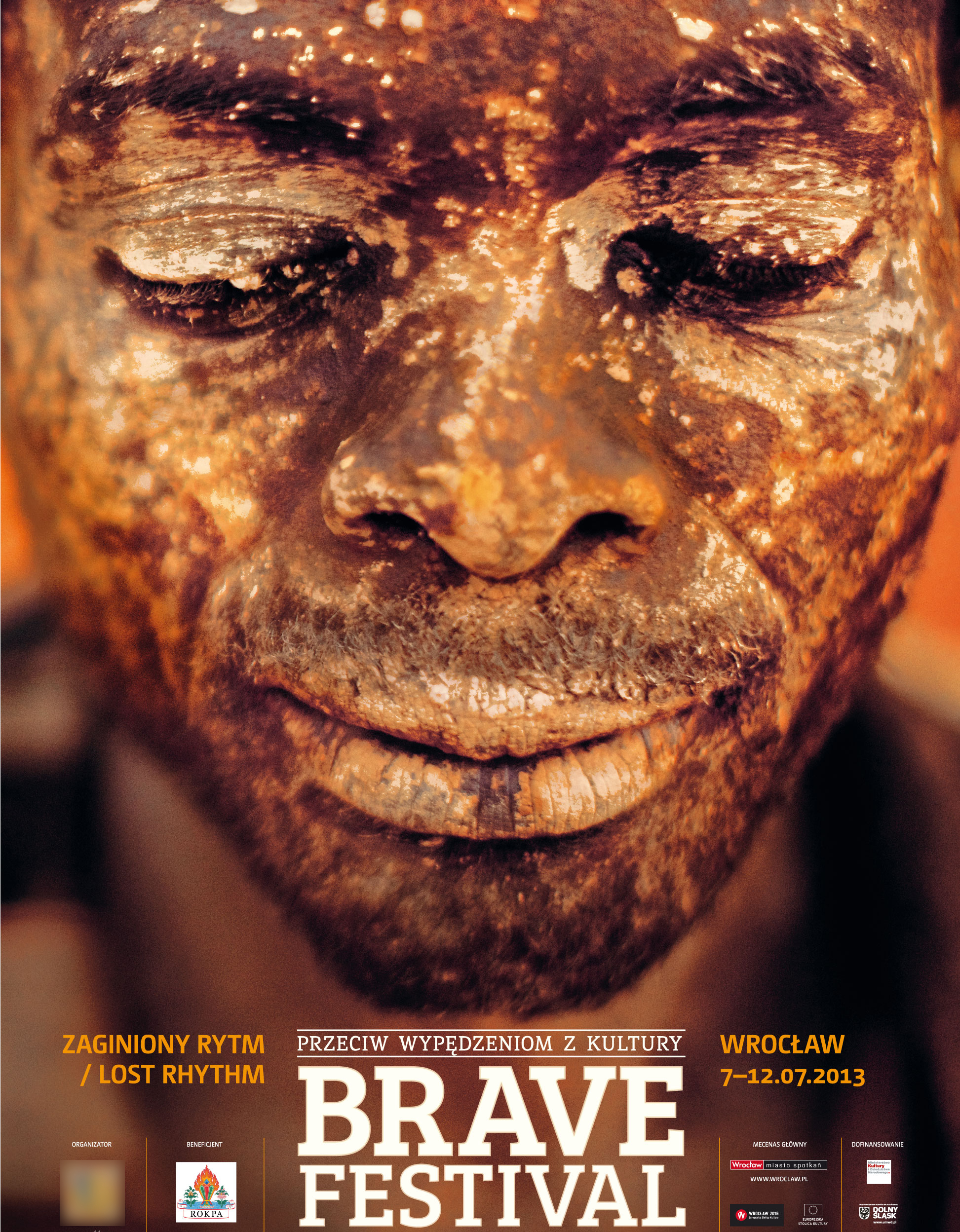
Plakat Brave Festival „Zaginiony Rytm” 2013

Dziewiąta edycja Brave Festival  została zorganizowana we Wrocławiu i wybranych miastach Dolnego Śląska w dniach 7-12 lipca 2013 roku pod hasłem „Zaginiony Rytm”. Poświęcona była tradycjom muzycznym i tanecznym w których rytm, uniwersalna siła ekspresji łącząca nawet bardzo odmienne od siebie kultury, stanowiła spoiwo środowiska zewnętrznego człowieka i jego świata duchowego. W ramach Brave Festival pokazano szeroką gamę unikalnych tradycji muzycznych, wokalnych i tanecznych, takich jak marokański addal czy południowoafrykańskie umngqokolo, ukazujących bogactwo kultur rytmicznych świata oraz odrębności tradycji artystycznych z Europy, Afryki i Azji. Program wydarzeń festiwalu wzbogacony został o projekcje filmowe (prezentowane w ramach 8. Przeglądu Filmowego Brave Festival), wystawy, warsztaty i spotkania, co pozwoliło widzom festiwalu na poznanie tradycji muzycznych „ginącego świata” oraz poszerzenie wiedzy i tolerancji dla innych kultur. Ponadto, w dniach 25.06-13.07.2013 we Wrocławiu, Puszczykowie, Łodzi, Warszawie i Krośnicach odbyła się 4. edycja Brave Kids, w ramach której ugoszczono 114 dzieci i liderów z 11 krajów: Indii, Ugandy, Zimbabwe, Chin, Gruzji, Izraela, Czech, Laosu, Iranu, Kirgistanu i Polski.
| Wykonawca                  | Kraj              | Rodzaj wydarzenia                                                           |
| -------------------------- | ----------------- | --------------------------------------------------------------------------- |
| Addal                      | Maroko            | Taniec kobiet z Doliny Ameln                                                |
| Bachu Khan                 | Pakistan          | Poetyckie improwizacje ludu Langa                                           |
| Cheong-Bae                 | Korea Południowa  | Rytuał zapewniający pomyślność bogom i ludziom oraz taniec Gim Cheonbukchum |
| Houria Aïchi & L’Hijâz’Car | Algieria          | Tradycyjne pieśni Berberów                                                  |
| Mohini Devi                | Radżastan         | Taniec węży Kalbelia                                                        |
| Ngqoko Group               | Południowa Afryka | Chór kobiet plemienia Xhosa z południowej Afryki                            |
| Rupinder                   | Indie             | Muzyczne kompozycje wykonywane przez Guru Sikhów                            |
| Sona Jobareth              | Gambia            | Muzyka królewskiej kory w kobiecej interpretacji                            |
| Teatr Pieśń Kozła          | Polska            | Przedstawienie pt. Pieśni Leara                                             |
| The Drummers of Burundi    | Burundi           | Królewscy bębniarze                                                         |

### 2012

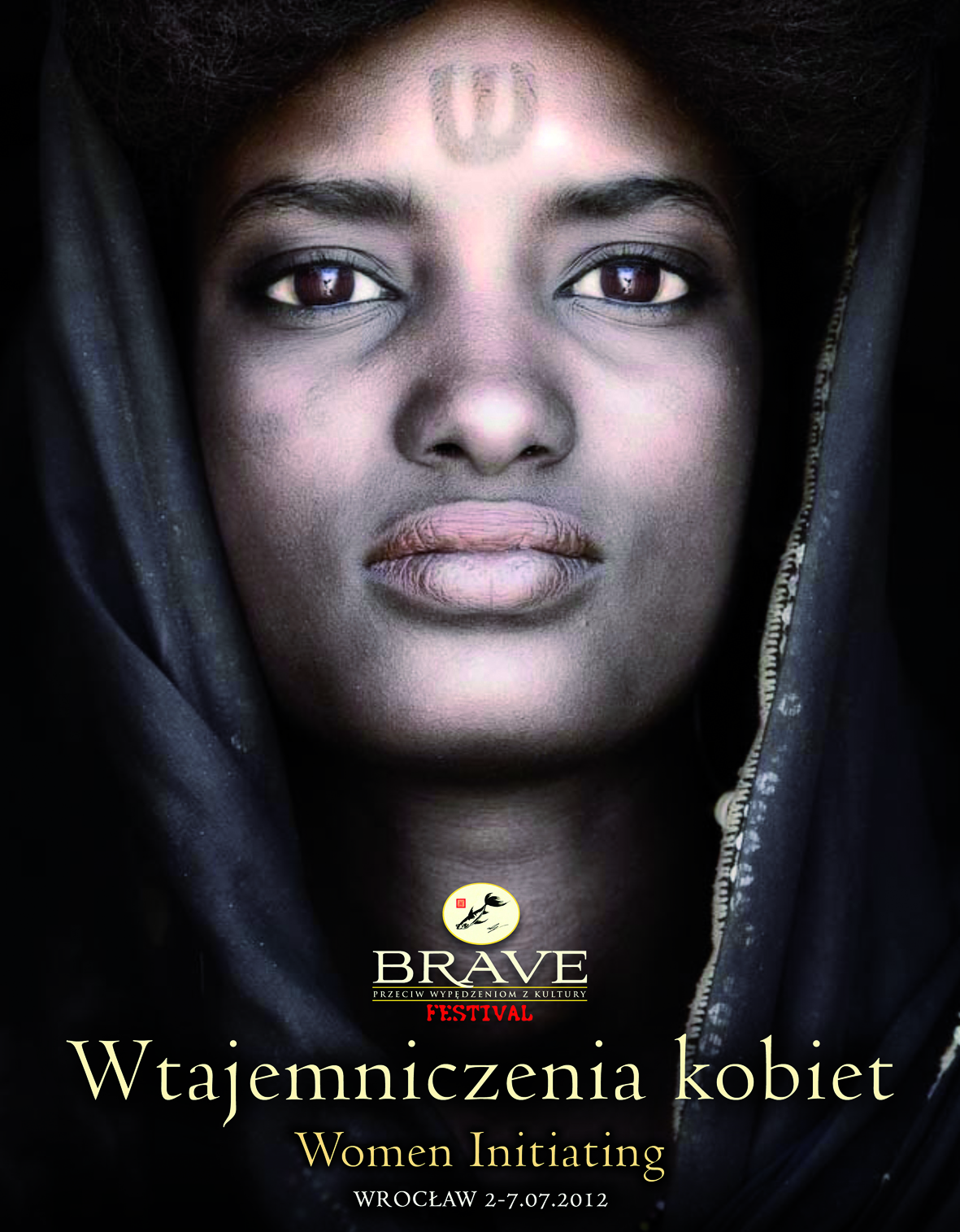
Plakat Brave Festival „Wtajemniczenia kobiet” 2012

W dniach 2-7 lipca 2012 roku Brave Festival zorganizowany został pod hasłem „Wtajemniczenia kobiet”. Artystki, które przyjechały do Wrocławia, ukazały publiczności największe tajemnice swojej kultury, pielęgnowane od wieków, ale też będące efektem ich wspólnej inicjatywy, aby wesprzeć siebie nawzajem, uruchomić drzemiącą w każdej z nich siłę i energię, niezależnie od wieku i sytuacji, w której się znalazły. W ramach nurtu głównego ósmej edycji Brave Festival zobaczyliśmy m.in. ponad stuletnią Bi Kidude z Zanzibaru, która tylko kobiecej publiczności zaprezentowała tradycję unyago, czyli rytuał inicjacji seksualnej młodych kobiet, któremu towarzyszy szczególna forma tradycji bębniarskiej zwana ngomą. Spotkaliśmy także zespół Tartit z Mali, który zrodził się w obozie dla uchodźców w Burkina Faso, gdzie muzyka była sposobem na przetrwanie w obliczu gospodarczych, społecznych i politycznych trudności w regionie. Z kolei zespołowi Maduma z Tanzanii w trakcie jednego z dwóch występów towarzyszyły dzieciaki biorące udział w projekcie edukacyjnym Brave Kids. Festiwalowa publiczność poznała również Meninas de Sinhá z Brazylii – grupę wzajemnego wsparcia, utworzoną przez starsze, marginalizowane czarnoskóre kobiety, którym śpiew pomaga zmagać się z przeciwnościami losu, a także kobiecy chór z wioski Udabno z Gruzji. Wiele ze wspomnianych kobiet po raz pierwszy opuściło granice swojego kraju.
| Wykonawca                     | Kraj          | Rodzaj wydarzenia                                          |
| ----------------------------- | ------------- | ---------------------------------------------------------- |
| Ambuya Nyati                  | Zimbabwe      | Muzyka z gatunku mbira pochodząca z tradycji ludu Shona    |
| Bi Kidude                     | Zanzibar      | Tradycja unyago – rytuał inicjacji przedślubnej            |
| Casletila                     | Gruzja        | Chór ludu Swanetii                                         |
| Debaa                         | Wyspy Majotta | Zespół kobiecy śpiewający w tradycji sufickiej             |
| Jukurrpa                      | Australia     | Ceremonia kobiet Warlpiri                                  |
| Maduma Women’s Drumming Group | Tanzania      | Muzyczno-taneczna tradycja mapelembo                       |
| Meninas de Sinhá              | Brazylia      | Grupa wokalna starszych kobiet                             |
| Tartit                        | Mali          | Hipnotyczna muzyka saharyjskiej grupy etnicznej Tuaregowie |
| Teatr Pieśń Kozła             | Polska        | Przedstawienie pt. Pieśni Leara                            |
| Terah Tali                    | Pakistan      | Spektakl dźwięku i muzyki kobiet z Radżastanu              |

### 2011

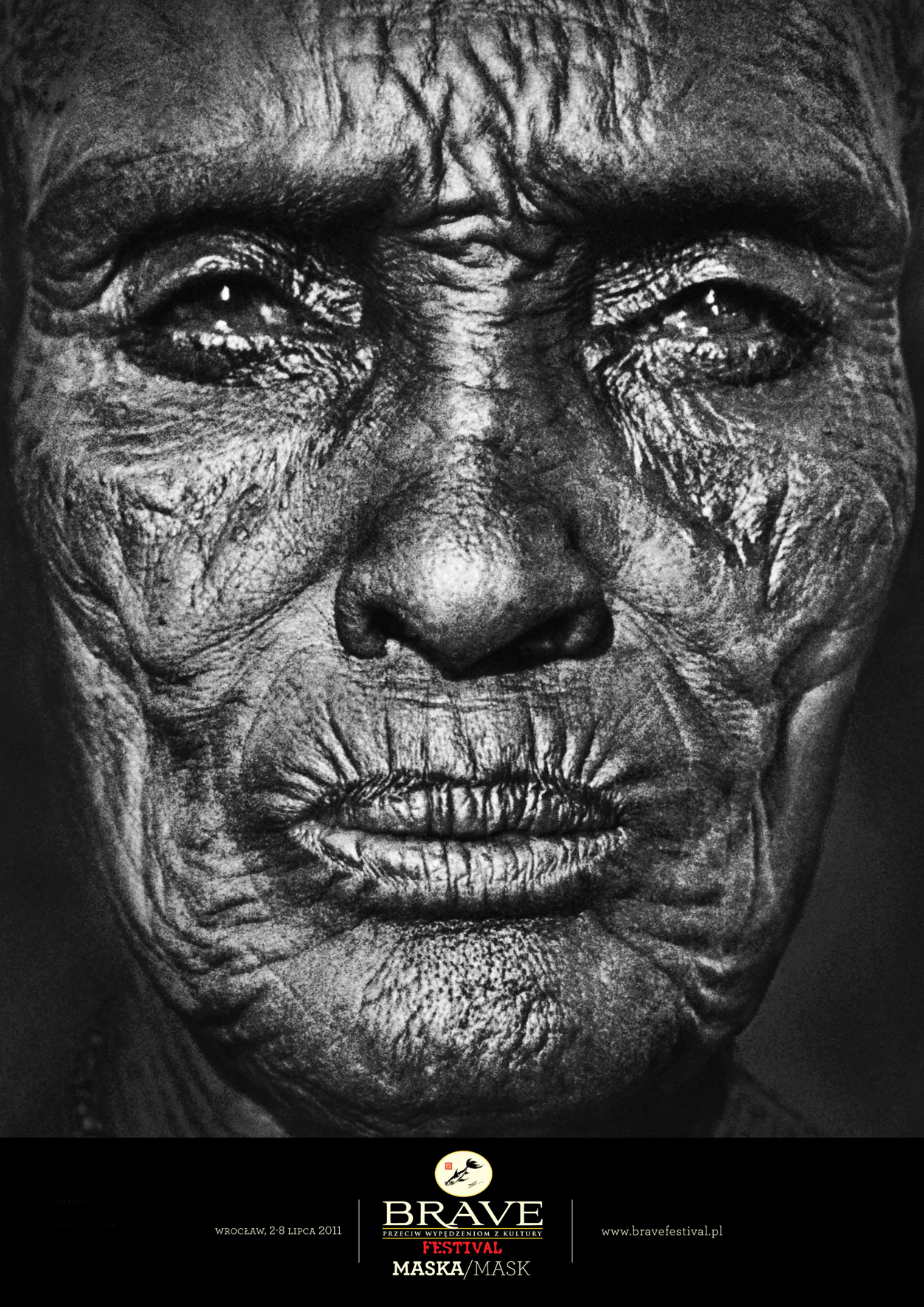
Plakat Brave Festival „Maska” 2011

Siódma edycja odbyła się w dniach 2–8 lipca 2011 roku pod hasłem "Maska". Tytułowa maska zamiast zasłaniać i ukrywać, przybliża bogatą kulturę z różnych zakątków świata m.in. Bali, Sri Lanki, Burkina Faso czy Sardynii. Jako temat przewodni tej edycji festiwalu dała nam szansę na spotkanie z autentyczną kulturą, zapomnianymi tradycjami, tajemniczymi obrzędami i sztuką najodleglejszych zakątków naszego globu. Do stolicy Dolnego Śląska przybyli rdzenni artyści i przedstawiciele ginących kultur. Festiwalowa publiczność miała unikatową okazję zobaczyć przedstawicieli sardyńskiego karnawału „Mamuthones”, tancerzy z Bali, tradycyjny indyjski dramat Katakali czy Blind Note – koncert muzyków grających w kompletnej ciemności na tradycyjnych, regionalnych instrumentach. Wydarzeniom głównym towarzyszył ponadto blok dokumentów filmowych, projekt Brave Kids, wystawy, spotkania z artystami oraz warsztaty.
| Wykonawca                       | Kraj                  | Rodzaj wydarzenia                                                                               |
| ------------------------------- | --------------------- | ----------------------------------------------------------------------------------------------- |
| Ballaké Sissoko & Vincent Segal | Senegal               | Wirtuozi kory i wiolonczeli                                                                     |
| Be-being                        | Korea Południowa      | Multimedialny projekt poświęcony masce                                                          |
| Blind Note                      | zespół wielokulturowy | Muzyka World grana w całkowitej ciemności                                                       |
| Kathakli                        | Indie                 | Hinduska tradycja teatralna opierająca się na mudrach (kanoniczne gesty dłoni) i makijażu       |
| Mamuthones                      | Sardynia              | Rytualny pochód zamaskowanych postaci                                                           |
| Marcin Jarnuszkiewicz           | Polska                | Suita na aktora i lalkę                                                                         |
| Plemię Bwa                      | Burkina Faso          | Maski księżyca – rytuał plemienia Bwa                                                           |
| Saharyia                        | Indie                 | Taniec Swang                                                                                    |
| Reza Mazandarani                | Iran                  | Muzyka improwizowana                                                                            |
| Teatr Pieśń Kozła               | Polska                | Macbeth – awangardowy eksperyment teatralny                                                     |
| I Made Djimat                   | Indie                 | Mistrz Topeng Pajegan (indonezyjskiej tradycji teatralno-tanecznej wywodzącej się z XVII wieku) |
| Tancerze Tovil                  | Sri Lanka             | Tradycyjne lankijskie rytuały lecznicze i egzorcyzmy                                            |

### 2010

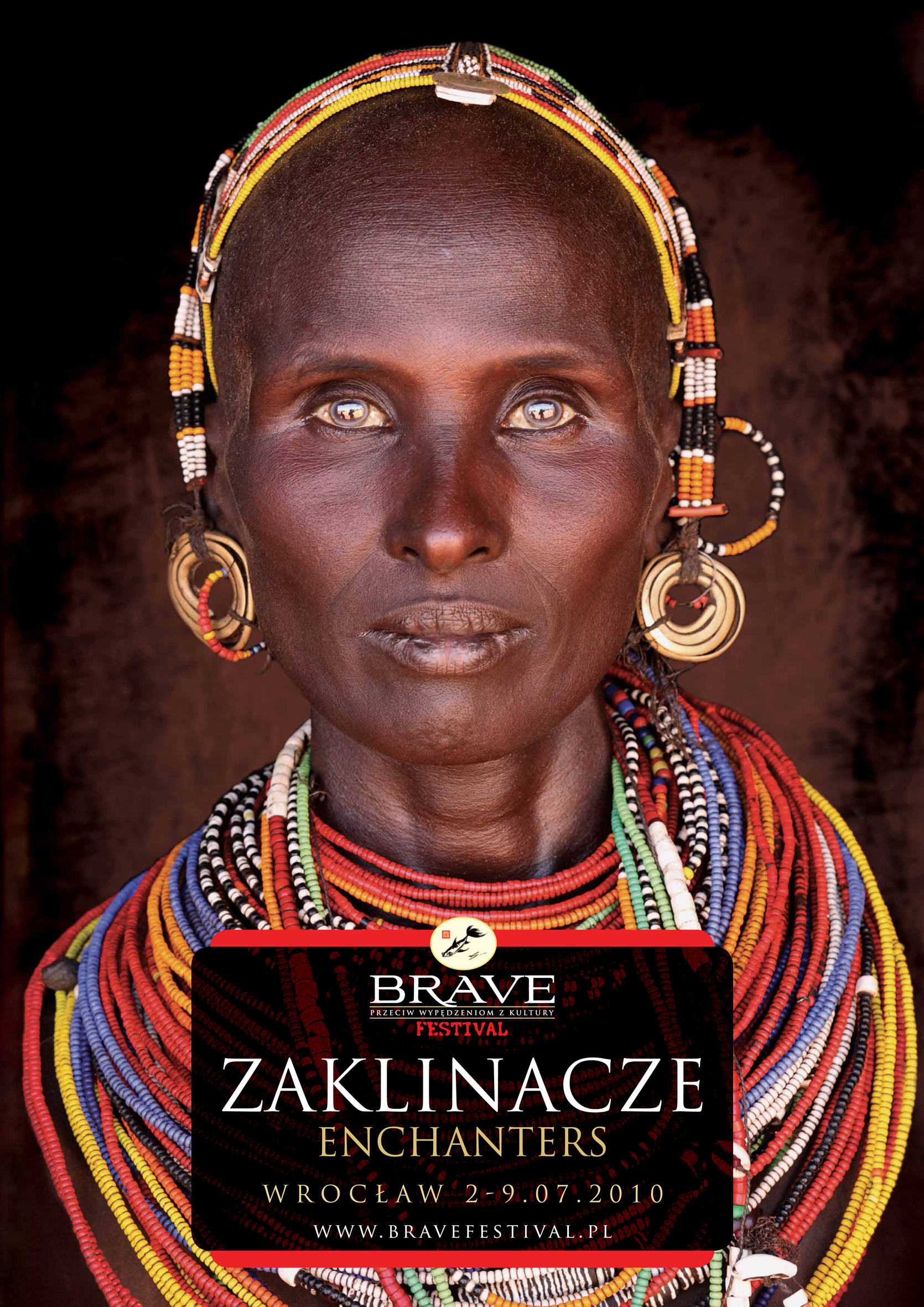
Plakat Brave Festival „Zaklinacze” 2010

Szósta edycja Brave Festival odbyła się w dniach 2-9 lipca 2010 roku pod hasłem “Zaklinacze” i skupiła się na prezentacji szerokiej gamy różnorodnych, unikatowych i mało znanych tradycji muzyczno-wokalnych z całego świata, w których centralną funkcję pełni słowo, a zwłaszcza jego poetyka, siła ekspresji, melodyjność i rytmiczność. Do Wrocławia na zaproszenie organizatorów przyjechali solowi artyści, a także zespoły z całego świata, między innymi: Ahn Sook-sun – koreańska mistrzyni starej sztuki pansori, Bi Kidude – stuletnia pieśniarka muzyki taarab z Zanzibaru, bułgarski zespół Bistritsa prezentujący bałkańskie polifonie czy Sekouba Traoré – malijski wirtuoz donso n'goni.
| Wykonawca                   | Kraj             | Rodzaj wydarzenia                                           |
| --------------------------- | ---------------- | ----------------------------------------------------------- |
| Ahn Sook-sun                | Korea Południowa | Stara koreańska tradycja operowa pansori                    |
| Bi Kidude                   | Zanzibar         | Królowa afrykańskiej tradycji muzycznej taarab              |
| Bistritsa                   | Bułgaria         | Bałkańskie polifonie lecznicze                              |
| Królewscy Bębniarze Burundi | Burundi          | W rytmie serca Afryki – koncert                             |
| Lorenzo Aillapan            | Chile            | Człowiek-Ptak, onomatopeiczne popisy wokalne Indian Mapuche |
| Mawawil                     | Egipt            | Tradycyjna muzyka mieszkańców Delty Nilu                    |
| Sekouba Traoré              | Mali             | Wirtuoz tradycyjnego instrumentu donso n’goni               |
| Mazaher                     | Egipt            | Zapomniana tradycja przedislamskiego rytuału Zār            |
| Teatr Pieśń Kozła           | Polska           | Macbeth – awangardowy eksperyment teatralny                 |
| Plemię Nuna                 | Burkina Faso     | Taniec masek                                                |

### 2009

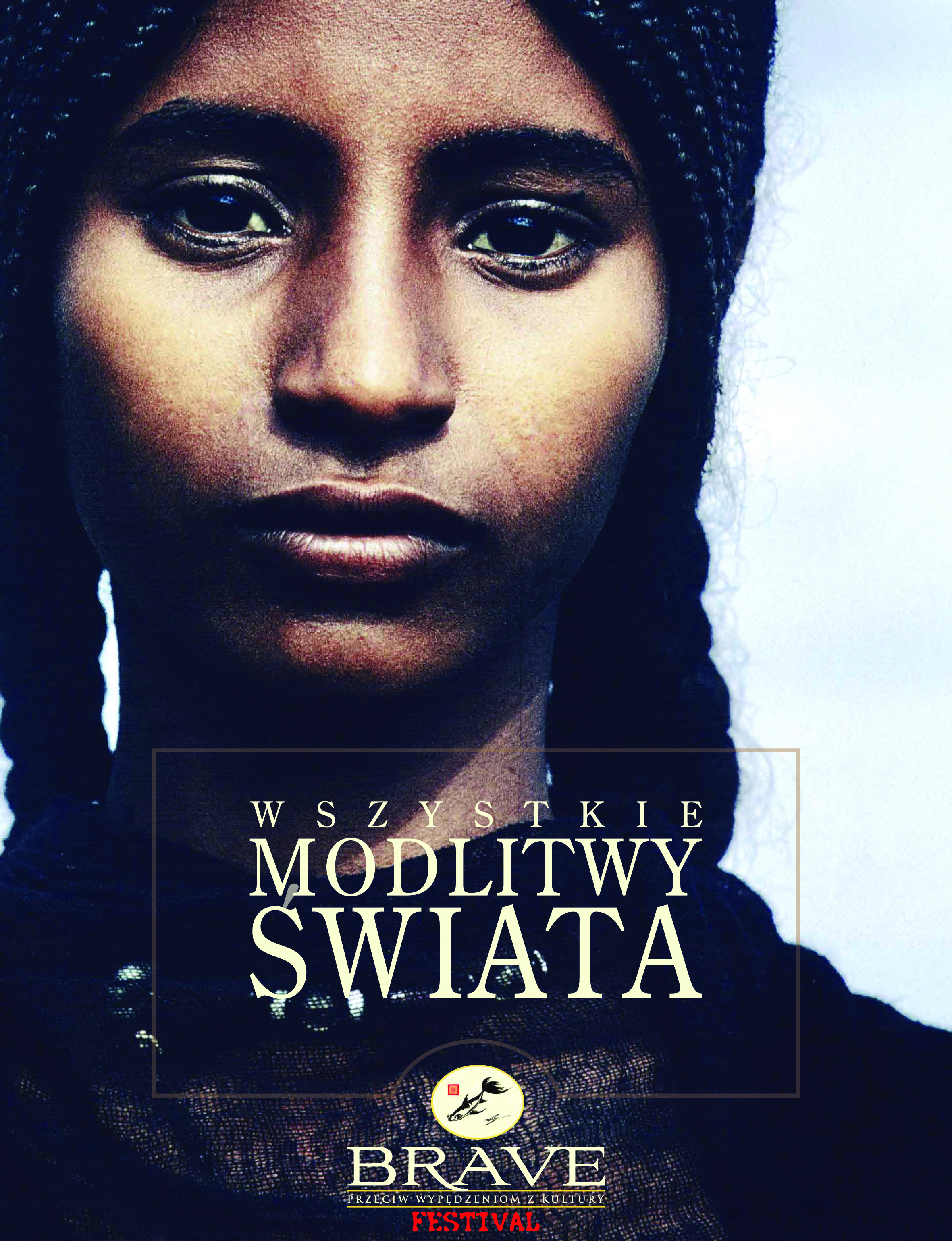
Plakat Brave Festival „Wszystkie modlitwy świata” 2009

Piąta edycja Brave Festival odbyła się 3-11 lipca 2009 roku pod hasłem “Wszystkie modlitwy świata”. Oprócz Wrocławia, wydarzenia festiwalowe odbywały się także w kilku miastach na terenie Dolnego Śląska: w Oleśnicy, Wołowie, Świdnicy oraz Kłodzku. Podczas festiwalu artyści oraz autentyczni przedstawiciele tradycyjnych kultur zaprezentowali oryginalne pieśni, rytuały i ceremonie związane z modlitwą i obrzędowością, praktykowane do dziś w wielu religiach z różnych obszarów kulturowych świata, m.in. Azji, Afryki oraz Europy. W trakcie festiwalu można było m.in. wziąć udział w rytuałach odprawianych przez koreańską szamankę, mnichów tybetańskich czy tancerzy Theyyam.
| Wykonawca                               | Kraj      | Rodzaj wydarzenia                                   |
| --------------------------------------- | --------- | --------------------------------------------------- |
| A Filetta                               | Korsyka   | Wielogłosowe misterium pasyjne                      |
| Ceremonia Zikr                          | Gruzja    | Suficki rytuał Kistyńskich kobiet z wąwozu Pankisi  |
| Divna                                   | Serbia    | Bizantyjskie pieśni liturgiczne                     |
| El Cuadro Flamenco                      | Hiszpania | Surowe głosy flamenco                               |
| Gogo Milungu                            | Tanzania  | Rytuał obłaskawienia duchów                         |
| Mnisi z klasztoru Sherab Ling w Indiach | Indie     | Tańce cham. Źródłowe tradycje buddyzmu tantrycznego |
| Theyyam                                 | Indie     | Taniec wcielonego bóstwa. Rytuał z Kerali           |

### 2008

Plakat Brave Festival „Rytuał zaczyna się w Afryce” 2008

Czwarta edycja Brave Festival odbyła się w dniach 4-12 lipca 2008 roku pod hasłem “Rytuał zaczyna się w Afryce”. Zaprezentowana twórczość afrykańskich artystów oraz zwykłych ludzi pozwoliła widzom na odkrycie nieznanego piękna Czarnego Lądu. Festiwal dał odbiorcom możliwość poznania oryginalnych praktyk, spotkania z ludźmi z rejonów odległych kulturowo oraz poznania różnych form artystycznych, należących do „ginącego świata”. Na program festiwalu złożyły się m.in. występy grupy tancerzy i pieśniarzy z plemienia Fula z Nigru, kobiet z tanzańskiego plemienia Wagogo oraz wiele koncertów, pokazów filmowych, warsztatów, spotkań i dyskusji z zaproszonymi gośćmi.
| Wykonawca                    | Kraj     | Rodzaj wydarzenia                                  |
| ---------------------------- | -------- | -------------------------------------------------- |
| A Filetta                    | Korsyka  | Wielogłosowe misterium pasyjne                     |
| Akhtar Sharif Arup Vale      | Pakistan | Koncert sufickiej tradycji muzycznej Qawwali       |
| Fulanie                      | Niger    | Taniec męskiej urody                               |
| Romafest                     | Rumunia  | Muzyka cygańska                                    |
| Wagogo Muheme Group          | Tanzania | Rytuały inicjacyjne towarzyszące obrzezaniu kobiet |
| Who I Am – Kyendi Breakdance | Uganda   | Breakdance                                         |

### 2007

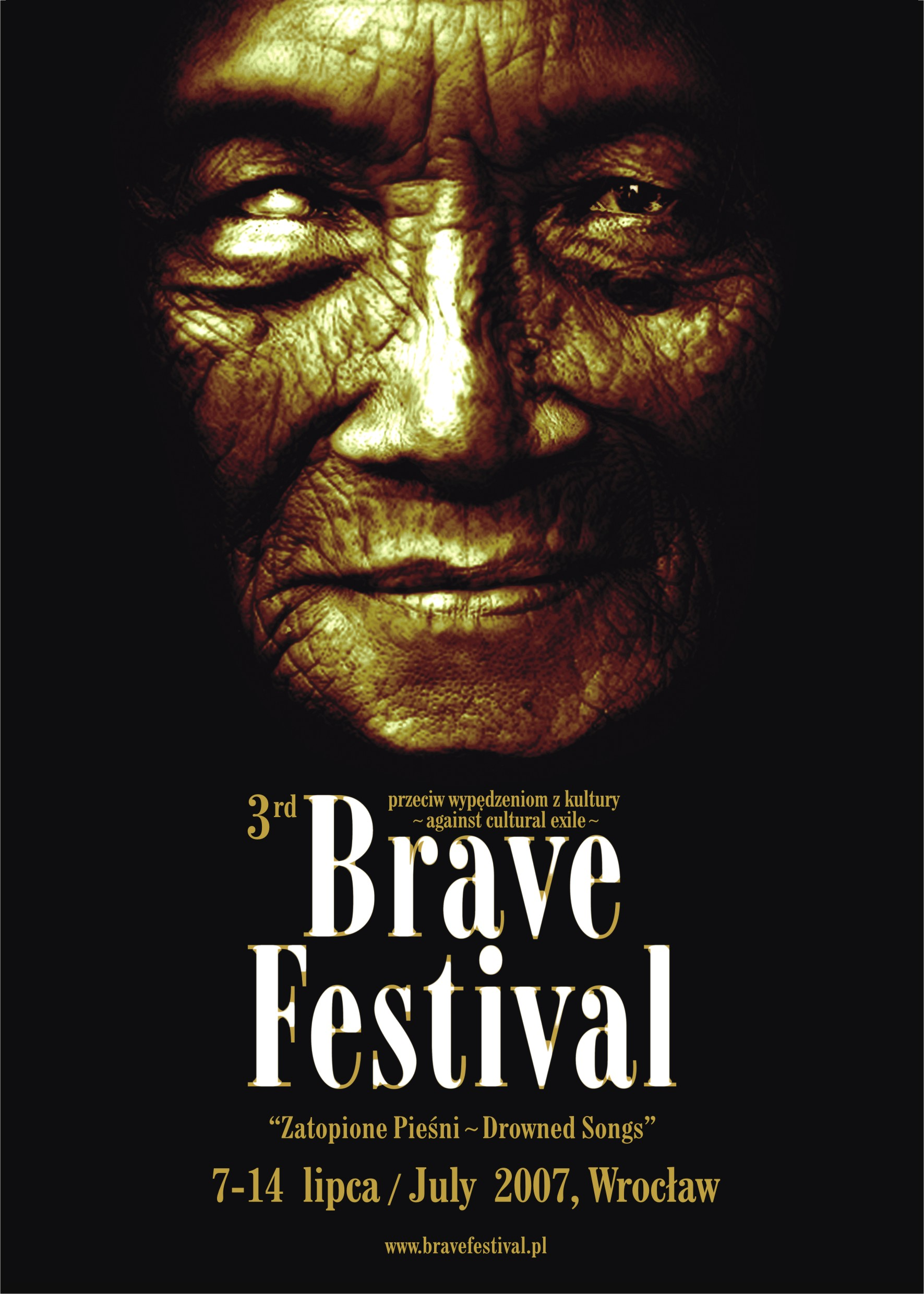
Plakat Brave Festival 2007 „Zatopione Pieśni”

Trzecia edycja Brave Festival odbyła się w dniach 7-14 lipca 2007 roku pod hasłem “Zatopione Pieśni”. Organizatorzy festiwalu przedstawili publiczności nie tylko pieśni, spektakle czy filmy, ale też kontekst i  źródła, z których pochodzą. Artyści z odległych zakątków świata zaprezentowali we Wrocławiu berberyjskie pieśni transowe z Maroka, „pieśni bagien” z Ukrainy, wysublimowane, starożytne polifonie z Kaukazu, dialogi polifoniczne z Biełgorodu, mistyczne śpiewy z Sardynii czy „tańce ramion” czarnoskórych Żydów z Etiopii.
| Wykonawca             | Kraj        | Rodzaj wydarzenia                                       |
| --------------------- | ----------- | ------------------------------------------------------- |
| Alim Quasimov         | Azerbejdżan | Wirtuoz modalnego śpiewu mugham                         |
| Beta Dance Troupe     | Izrael      | Taniec Żydów etiopskich                                 |
| Bistri Vodi           | Macedonia   | Tradycyjna muzyka Macedonii                             |
| Descendance           | Australia   | Pieśni i tańce z północnych terytoriów stanu Queensland |
| Narodnyj Prazdnik     | Rosja       | Ukraińsko-rosyjskie pieśni tradycyjne                   |
| Plemię Bunun          | Tajwan      | Tajemna modlitwa Pasibutbut                             |
| Roudaniates           | Maroko      | Śpiew i taniec Roundaniat                               |
| Stari Koni            | Ukraina     | Archaiczne melodie Polesia zachodniego                  |
| Teatr Nomadów Sakhna  | Kirgistan   | Kirgiskie eposy – taniec, muzyka i rzeźba               |
| Teatro Actores Alidos | Sardynia    | Pieśni kobiet Sardynii                                  |
| Teatr Ósmego Dnia     | Polska      | Legenda polskiego teatru studenckiego lat 70. i 80.     |
| Teatr Pieśni Kozła    | Polska      | Lacrimosa – eksperyment teatralny                       |
| Vakhtanguri           | Gruzja      | Męski chór. Tradycyjna muzyka Gruzji                    |

### 2006

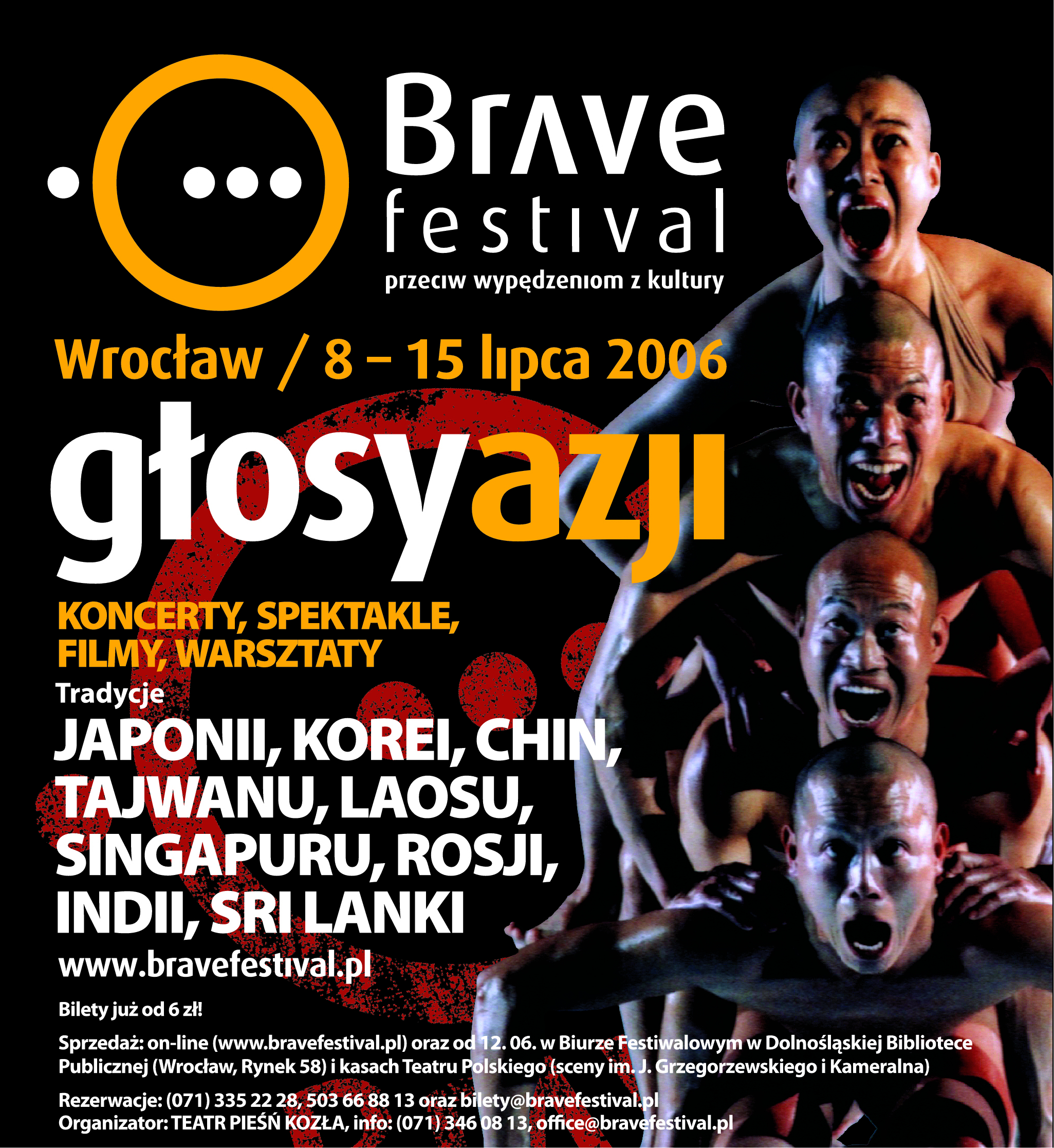
Plakat Brave Festival „Głosy Azji” 2006

Druga edycja Brave Festival odbyła się w dniach 8-15 lipca 2006 roku. „Głosy Azji” były jej hasłem przewodnim. W trakcie tej edycji zaprezentowane zostały tradycje z Laosu, Japonii, Sri Lanki, Singapuru, Tajwanu, Korei Południowej oraz Syberii w wykonaniu 13 zespołów i 99 artystów. W programie znalazły się spektakle i koncerty, a także warsztaty tańca i śpiewu tradycyjnego. Ponadto odbył się przegląd filmów azjatyckich, któremu towarzyszyły warsztaty filmowe, poświęcone tworzeniu międzykulturowych filmów dokumentalnych oraz sztuce operatorskiej. Licznych zainteresowanych przyciągały także wykłady i spotkania z gośćmi festiwalowymi.
| Wykonawca                              | Kraj             | Rodzaj wydarzenia                                                        |
| -------------------------------------- | ---------------- | ------------------------------------------------------------------------ |
| Dulsori                                | Korea Południowa | Rytuał taneczny i muzyczny oparty na instrumentach perkusyjnych          |
| Gamelan Asmaradana                     | Singapur         | Spektakl oparty na ludowych pieśniach i muzyce wschodniej Azji           |
| Irkuck Ensemble Authentic Music        | Rosja            | Koncert muzyków z Irkucka                                                |
| Joji Hirota and the Taiko Drummers     | Japonia          | Japońscy bębniarze                                                       |
| Majowe Byki                            | Polska           | Koncert muzyki inspirowanej Afryką                                       |
| Masala Soundsystem                     | Polska           | Koncert muzyczny                                                         |
| Noirin Ni Riain i zespół A.M.E.N.      | Irlandia         | Irlandzkie pieśni Sean-Nos                                               |
| Peter Surasena Dance and Drum Ensemble | Sri Lanka        | Spektakl taneczny Kandyan                                                |
| Phalak Phalam Vientiane                | Laos             | Tradycyjny laoski teatr tańca                                            |
| Stage Punkgkyung                       | Korea Południowa | Spektakl pt Pokojówki                                                    |
| Taipei Dance Circle                    | Tajwan           | Spektakl taneczny                                                        |
| Teatr Pieśni Kozła                     | Polska           | Spektakl pt. Kroniki-Obyczaj lamentacyjny                                |
| Teatr Pieśni Kozła                     | Polska           | Lacrimosa – eksperyment teatralny                                        |
| Tiat Moo                               | Korea Południowa | Rytualny performance                                                     |
| Uch-Sume-R                             | Rosja            | Tradycyjne ludowe pieśni rdzennych mieszkańców Chakasji i regionu Ałtaju |
| Yasukatsu Oshima Songs of My Island    | Japonia          | Tradycyjna muzyka japońska oparta na grze na sanshin                     |
| Yerba Mater                            | Polska           | Koncert polskiego zespołu inspirującego się kulturami Starego Świata     |

### 2005

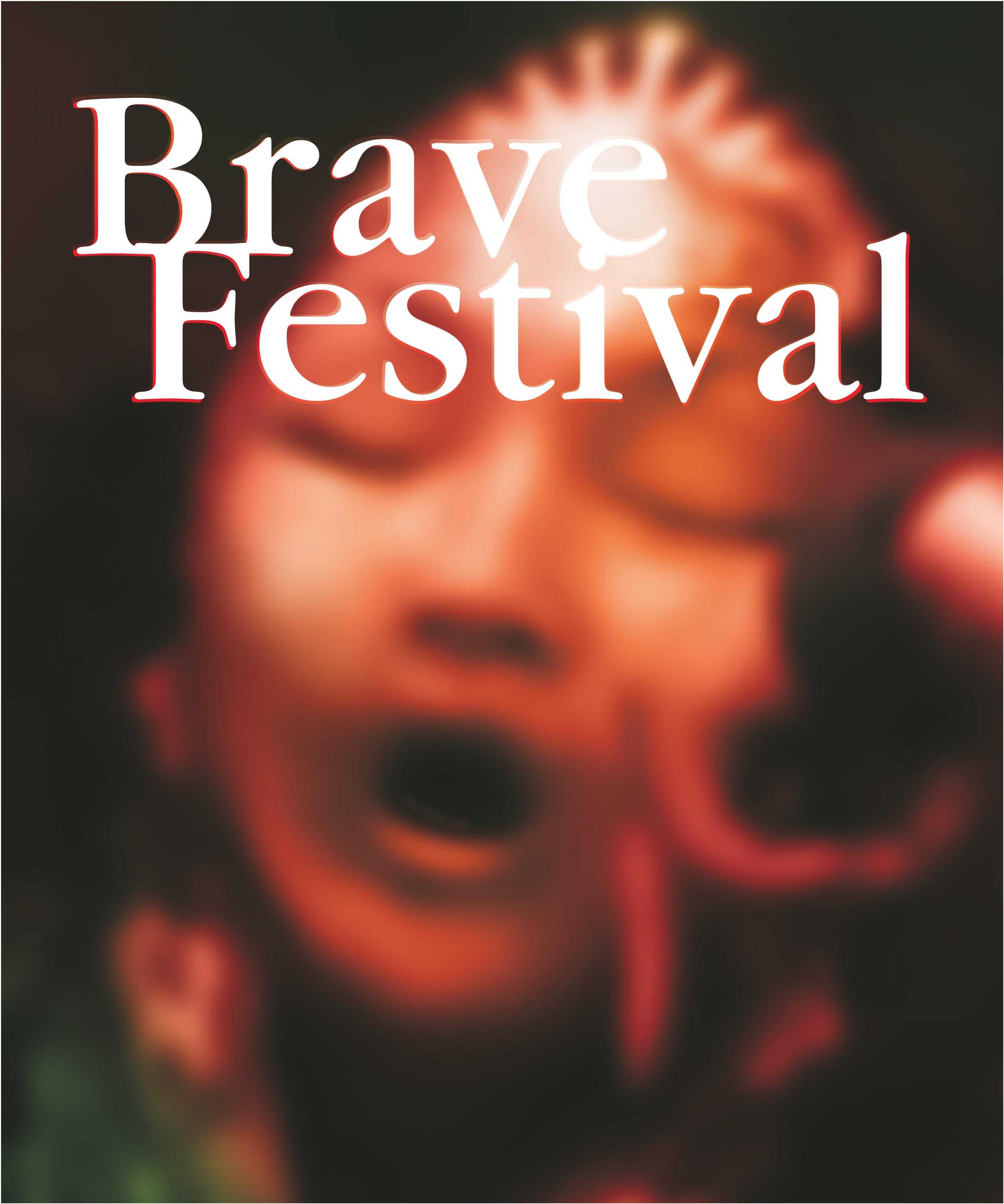
Plakat Brave Festival 2005 „Magia Głosu”

Pierwsza edycja Brave Festival odbyła się w dniach 24-25 listopada 2005 roku pod hasłem "Magia Głosu" i eksplorowała szeroko rozumiany temat głosu poprzez spektakle zbudowane wokół pieśni, koncerty oraz warsztaty poświęcone różnym technikom wokalnym, a także nauce gry na tradycyjnych instrumentach, głównie z rosyjskich republik. Podczas festiwalu trwającego cztery dni prezentowane były m.in. syberyjskie ugadan kurduk, śpiew z Tuwy, muzyka Swanów, chakaski śpiew ćwierć- i półtonami, muzyka z tradycji sufickiej, pieśni liturgiczne mnichów z Atos, tradycyjne pieśni ukraińskie, muzyka starożytnej Grecji oraz afrykańskie opowieści.
| Wykonawca                                | Kraj                | Rodzaj wydarzenia                                                                  |
| ---------------------------------------- | ------------------- | ---------------------------------------------------------------------------------- |
| Alash                                    | Tuwa                | Koncert tradycyjnych instrumentów z Tuwy i śpiewu gardłowego chomiej               |
| Abdon Fortune Koumbha Kaf                | Kongo               | Tradycyjne opowieści kongijskie                                                    |
| Ayarhaan                                 | Jakucja             | Śpiew gardłowy w stylu dyjeretyi                                                   |
| Barber Llorenc                           | Hiszpania           | Koncert na głosy i dzwony                                                          |
| Charkow Sergiej, Charkow Julia           | Rosja               | Śpiew w stylu khai oraz overtone-singing                                           |
| Chór Oktoich                             | Polska              | Chór męski parafii prawosławnej św. Cyryla i Metodego we Wrocławiu                 |
| Amelia Cuni i Werner Durand              | Włochy/Niemcy       | Tradycyjna muzyka Wschodu i Zachodu w połączeniu ze współczesnym brzmieniem        |
| Czejniesz Bajtuszkina, Georgij Bieleckij | Rosja               | Śpiew ałtajski                                                                     |
| DahaBraha                                | Ukraina             | Ukraińska muzyka folkowa nazywana etno-chaos                                       |
| Fatima Miranda                           | Hiszpania           | Spektakl połączony z koncertem                                                     |
| Haig Yazdijan Oriental Project           | Armenia/Grecja/Iran | Koncert inspirowany kulturą Orientu                                                |
| Irkutsk Ensemble Authentic Music         | Rosja               | Koncert muzyków z Irkucka                                                          |
| Stowarzyszenie Teatralne CHOREA          | Polska              | Koncert z pokazem tańców pt. Nieznane źródła muzyki i tańca Europy-antyczna Grecja |
| Teatr Pieśń Kozła                        | Polska              | Spektakl pt. Lacrimosa                                                             |
| Teatr ZAR                                | Polska              | Spektakl pt. Ewangelie dzieciństwa                                                 |
| Żar                                      | Rosja               | Tradycyjne pieśni ludowe                                                           |

## Brave Kids
Częścią festiwalu jest projekt Brave Kids, polegający na 3-tygodniowych warsztatach dla dziecięcych grup artystycznych. Dzieci te pochodzą z regionów ciężko doświadczonych historycznie i społecznie, nękanych klęskami żywiołowymi, konfliktami politycznymi, bezdomnością  oraz ubóstwem. Program edukacyjny Brave Kids od początku stawiał sobie jasny priorytet, w którego centrum jest dobro i troska o młodego człowieka.
W 2009 roku odbyła się pilotażowa edycja Brave Kids. Do Wrocławia przyjechały grupy z Nepalu i Ugandy i wrocławskiej świetlicy środowiskowej. Dwutygodniowe warsztaty artystyczne prowadzone pod okiem Grzegorza Brala, Abrahama Tekya i Lei Wyler pozwoliły rozwinąć dzieciom swoje talenty i zdobyć umiejętności, którymi mogą się dzielić w swoich społeczeństwach.
W 2010 roku w projekcie uczestniczyły dzieci uchodźców z Czeczenii i Inguszetii, wychowankowie domu dziecka z Kathmandu w Nepalu, grupa dziecięca M.Y.T.A. (Magariroedu Youth Talent Promotions) z Zimbabwe, grupa Mizero z Rwandy, grupa Awake Project ze Szwecji oraz dzieci z wrocławskich świetlic „Źródełko” i „Światoteka”.
W celu pogłębienia dialogu międzykulturowego dzieci zostały zakwaterowane w domach wrocławskich rodzin. Elementem projektu były występy dla oddziału dziecięcego Dolnośląskiego Centrum Pediatrycznego im. Janusza Korczaka oraz dla mieszkańców Domu Opieki Społecznej w podwrocławskich Małkowicach. Zwieńczeniem projektu był wspólny spektakl 55 uczestników w ramach koncertu finałowego Brave Festival, który odbył się w Centrum Sztuki Impart.